# Marie de Grèce
Vous lisez un « bon article » labellisé en 2018.
Pour les articles homonymes, voir Marie de Grèce et Marie de Russie.
Marie de Grèce (en grec moderne : Μαρία της Ελλάδας / María tis Elládas), également connue sous le nom de Marie Gueorguievna de Russie (russe : Мари́я Гео́ргиевна из России / María Gueórguievna iz Rossi), princesse de Grèce et de Danemark puis, par son premier mariage, grande-duchesse de Russie, est née le 20 février 1876 (3 mars dans le calendrier grégorien) à Athènes, en Grèce, et morte dans cette même ville le 14 décembre 1940. Membre de la famille royale de Grèce, c'est également une dessinatrice et une mémorialiste.
Fille du roi Georges Ier et de son épouse la reine Olga, la princesse Marie est élevée dans l'amour de la Grèce et devient, en grandissant, une fervente patriote. Adolescente, elle demande ainsi à ses parents l'autorisation de ne pas épouser un prince étranger pour pouvoir passer toute sa vie dans son pays. Cependant, ses parents refusant de la voir conclure une union inégale, elle est finalement contrainte de se marier, en 1900, à un cousin de sa mère, le grand-duc Georges Mikhaïlovitch de Russie. Installée à Saint-Pétersbourg avec son époux, Marie y donne naissance à deux filles, les princesses Nina (née en 1901) et Xenia de Russie (née en 1903). 
Malgré l'amour de son époux, qui lui fait construire un palais en Crimée, Marie ne parvient pas à s'adapter à la vie en Russie. Au fil des années, elle s'éloigne de Georges et trouve refuge à l'étranger. En voyage au Royaume-Uni au moment du déclenchement de la Première Guerre mondiale, elle choisit de ne pas rentrer à Saint-Pétersbourg et échappe ainsi au massacre des Romanov. Durant le conflit, la princesse fonde plusieurs hôpitaux militaires en Angleterre, mais la révolution russe de 1917 la contraint à confier leur gestion à sa tante, la reine-mère Alexandra.
Devenue veuve en 1919, Marie est confrontée à de graves difficultés financières. Privée de ressource, elle revient vivre en Grèce avec ses filles en 1920, après quoi elle noue une liaison avec l'amiral Periklis Ioannidis, qu'elle épouse en 1922. Chassée de son pays par la proclamation de la Deuxième République hellénique en 1924, la princesse retourne vivre en Grande-Bretagne, avant de s'installer à Rome. Après quelques années, toutefois, Marie s'attire les foudres du dictateur Benito Mussolini, qu'elle n'hésite pas à critiquer ouvertement en public. La restauration de Georges II sur le trône en 1935 permet finalement à la princesse de revenir séjourner en Grèce mais c'est le déclenchement de la guerre italo-grecque en 1940 qui l'oblige à y rentrer définitivement. Elle meurt quelques semaines plus tard, non sans avoir laissé des mémoires et une importante collection de dessins. 

## Famille

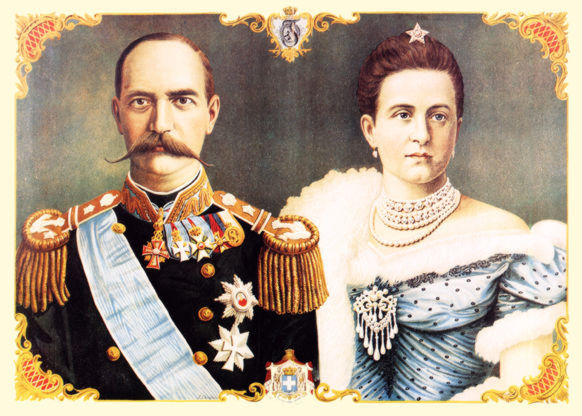
Le roi Georges Ier de Grèce et son épouse la reine Olga Constantinovna de Russie.

La princesse Marie est la cinquième des huit enfants du roi Georges Ier de Grèce (1845-1913) et de son épouse la grande-duchesse Olga Constantinovna de Russie (1851-1926). Par son père, elle descend du roi Christian IX de Danemark (1818-1906), surnommé le « Beau-père de l'Europe », et de la reine Louise de Hesse-Cassel (1817-1898) tandis que, par sa mère, elle est la petite-fille du grand-duc Constantin Nikolaïevitch de Russie (1827-1892) et de la princesse Alexandra de Saxe-Altenbourg (1830-1911).
Le 30 avril 1900 (13 mai dans le calendrier grégorien), la princesse Marie épouse à Corfou, en Grèce, le grand-duc Georges Mikhaïlovitch de Russie (1863-1919), lui-même fils du grand-duc Michel Nikolaïevitch de Russie (1832-1909) et de son épouse la princesse Cécile de Bade (1839-1891).  
De l'union de Marie et de Georges naissent deux filles :
- Nina Gueorguievna de Russie (1901-1974), princesse de Russie, qui s'unit morganatiquement, en 1922, au prince géorgien Paul Chavchavadze (1899-1971) ;
- Xenia Gueorguievna de Russie (1903-1965), princesse de Russie, qui épouse morganatiquement, en 1921, le roturier américain William Bateman Leeds Jr (1902-1971). Divorcée en 1930, la princesse se remarie morganatiquement, en 1946, au roturier américain Herman Jud (1911-1987).

Devenue veuve après l'assassinat de son époux par les Bolcheviks en 1919, la princesse Marie s'unit, en secondes noces, à Wiesbaden, en Allemagne, le 6 décembre 1922, à l'amiral grec Periklis Ioannidis (1881-1965). De cette seconde union ne naît aucun enfant.

## Biographie

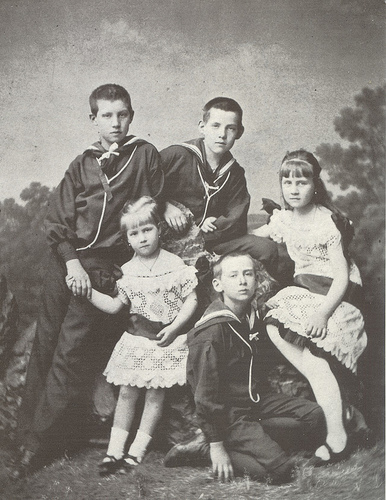
Les enfants du roi Georges Ier en 1880. De gauche à droite, apparaissent le diadoque Constantin, la princesse Marie, le prince Georges, le prince Nicolas et la princesse Alexandra.

### Une princesse grecque
Née le 20 février 1876 (3 mars dans le calendrier grégorien) au palais royal d'Athènes, la princesse Marie est la cinquième des huit enfants du roi Georges Ier de Grèce et de son épouse, la reine Olga Constantinovna de Russie,,. Deuxième des filles du souverain, elle a la réputation d'être la moins jolie mais aussi la plus intensément grecque. Les biographes de la famille royale racontent en effet que, petite fille, elle éclate en sanglots en apprenant que sa dynastie est étrangère et qu'aucune goutte de sang hellène ne coule dans ses veines. En outre, elle-même écrit, dans ses mémoires, qu'elle s'est toujours sentie « une authentique fille de la Grèce »,,.
La princesse grandit entre les palais d'Athènes et de Tatoï. Enfant, elle effectue aussi de nombreux séjours à l'étranger et visite notamment le Danemark et la Russie. Pour la princesse et sa fratrie, Georges Ier et Olga Constantinovna se montrent des parents attentionnés et le roi participe souvent aux jeux de ses enfants. Avec ses parents et ses nurses, Marie s'exprime en anglais mais c'est le grec qu'elle utilise avec ses frères et sœurs ou dans sa scolarité. Le roi Georges Ier insiste en effet pour que sa progéniture maîtrise parfaitement la langue de son peuple. Il a ainsi coutume de répéter à sa progéniture : « N'oubliez jamais que vous êtes des étrangers parmi les Grecs, et faites en sorte qu'ils ne s'en souviennent jamais ».
Avec sa sœur Alexandra, Marie est confiée aux soins de la comtesse Gröben et d'une myriade de gouvernantes et de préceptrices de nationalités différentes,. À la demande de son père, la princesse reçoit une éducation soignée, fondée sur l'étude des langues (grec, anglais, français et allemand) mais aussi de la littérature, de l'arithmétique, de la musique, du dessin et de la religion orthodoxe. Elle pratique en outre l'équitation et la gymnastique. Comme toutes les jeunes filles de son milieu, elle s'investit très jeune dans les œuvres de charité et sert notamment comme infirmière durant la guerre gréco-turque de 1897. Cela ne l'empêche pas d'être visée par un attentat, en même temps que son père, alors qu'elle se promène en carriole à Athènes le 14 février 1898 (26 février dans le calendrier grégorien),,.

### Un mariage russe

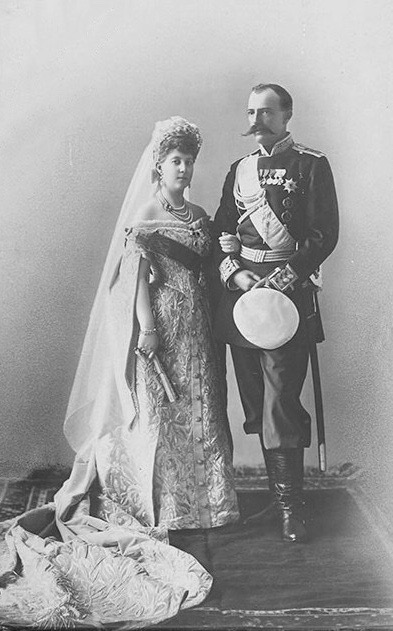
Marie et Georges Mikhaïlovitch le jour de leurs noces.

Adolescente, Marie fait connaître à son père, le roi Georges Ier, son désir de rester vivre toute sa vie en Grèce et des rumeurs affirmant qu'elle est amoureuse d'un membre de la Cour commencent à circuler. Cependant, ses parents la contraignent à suivre le destin de la majorité des jeunes filles de son milieu : celui d'épouser un prince étranger et de le suivre dans son pays. L'année de ses 20 ans, deux soupirants demandent la princesse en mariage : le roi Alexandre Ier de Serbie (dernier représentant de la dynastie des Obrenović) et le grand-duc Georges Mikhaïlovitch de Russie (cousin germain de la reine Olga),,. Contrairement aux attentes de sa famille, Marie rejette leurs demandes, trouvant le souverain serbe trop laid et le grand-duc russe trop vieux et ennuyeux,.
Déçu, Alexandre Ier finit par jeter son dévolu sur l'une de ses concitoyennes, Draga Mašin, mais son rival s'obstine dans sa cour. Pendant cinq ans, le grand-duc Georges Mikhaïlovitch demande, deux fois par an, la main de Marie et, deux fois par an, celle-ci lui répond par la négative, au grand dam de sa mère, restée très nostalgique de la Russie. Sous les pressions de sa famille, la princesse grecque finit cependant par accepter le mariage, sans aucun enthousiasme. Ayant obtenu de pouvoir célébrer son union en Grèce, elle épouse son cousin au cours d'une cérémonie relativement simple, organisée à l'église du vieux fort de Corfou, le 30 avril 1900 (13 mai dans le calendrier grégorien),,. Elle est alors âgée de 24 ans et son époux en a treize de plus. 
Après son mariage, Marie quitte, pour plusieurs années, son pays et part vivre en Russie. Son mari étant directeur du musée Alexandre-III, elle s'installe avec lui à Saint-Pétersbourg, dans des appartements du palais Michel. Peu de temps après, le couple fonde une famille et la princesse donne le jour à deux filles, les princesses Nina (née en 1901) et Xenia de Russie (née en 1903),. Maîtrisant mal le russe, Marie s'exprime en français avec son époux et en anglais avec ses enfants. La famille mène grand train et effectue de nombreux séjours en France, au Danemark, au Royaume-Uni et, bien sûr, en Grèce,. Malgré tout, Marie ne parvient pas à s'adapter à sa nouvelle vie de grande-duchesse. Afin de combler son mal du pays et lui rappeler son enfance en Méditerranée, Georges Mikhaïlovitch fait construire, en 1906, une somptueuse villa, nommée Harax, sur la côte criméenne. Cependant, en dépit de ses efforts, le grand-duc ne parvient pas à se gagner l'affection de son épouse, qui passe de plus en plus de temps sans lui à l'étranger,.

### L'assassinat de GeorgesIerde Grèce
Le 5 mars 1913 (18 mars dans le calendrier grégorien), le roi Georges Ier est assassiné à Thessalonique, ville dont la Grèce s'est emparée à l'occasion de la Première Guerre balkanique. Pour Marie, qui s'est considérablement rapprochée de son père après le mariage de sa sœur Alexandra (1889) et qui a joué, pour lui, le rôle de secrétaire privée jusqu'à son propre départ en Russie (1900), l'événement est un coup terrible. Pendant de longues semaines, la princesse se montre inconsolable,. C'est donc avec le plus grand détachement qu'elle assiste, peu de temps après les funérailles du roi, aux cérémonies qui marquent le tricentenaire de la dynastie à laquelle appartient son époux.

### De la Première Guerre mondiale à la révolution russe

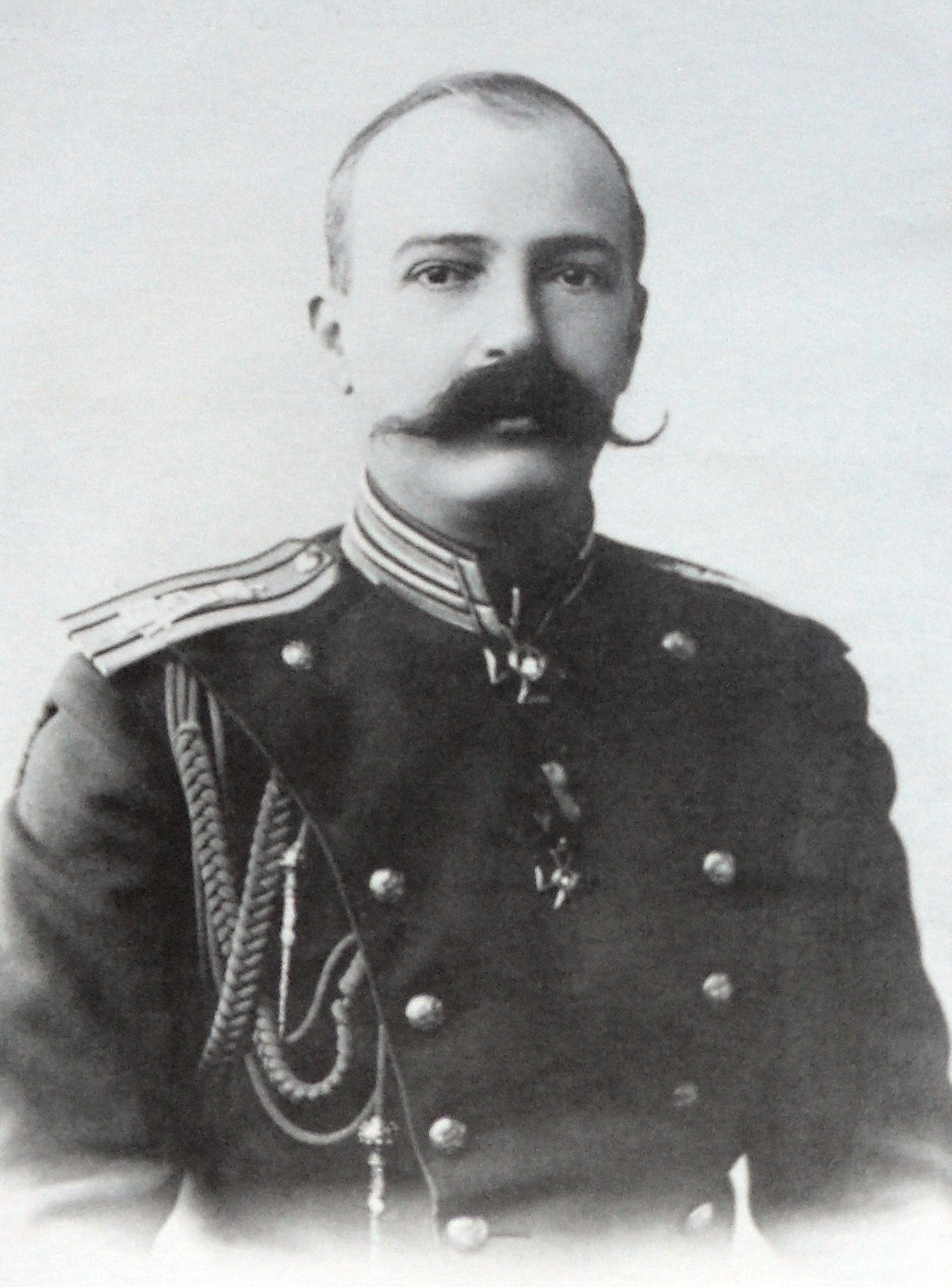
Le grand-duc Georges vers 1902.

Au printemps 1914, la grande-duchesse prend prétexte d'un rendez-vous médical pour la princesse Xenia en Grande-Bretagne pour quitter la Russie avec ses filles et sa dame de compagnie, la baronne de Stoeckl. Après un séjour à l'hôtel Claridge's, la princesse s'installe dans la station thermale d'Harrogate, où le grand-duc Georges Mikhaïlovitch est censé la rejoindre après quelques semaines. Cependant, le déclenchement de la Première Guerre mondiale, le 28 juillet 1914, contraint le grand-duc à annuler son voyage et à reprendre ses fonctions dans l'armée impériale. De son côté, la grande-duchesse fait le choix de prolonger son séjour au Royaume-Uni et se retrouve bientôt dans l'incapacité de regagner le pays de son époux,,.  
Décidée à soutenir, malgré tout, les efforts de la Triple-Entente contre les Empires centraux, la grande-duchesse fonde un petit hôpital militaire à Harrogate. Destinée aux soldats britanniques et canadiens, l'institution connaît un tel succès que la princesse finit par créer deux autres hôpitaux et une maison de repos dans la cité thermale,,,. Impressionné par son travail, son cousin, le roi George V, lui confère la Royal Red Cross en juillet 1915,. Lorsqu'elle n'est pas à Harrogate, Marie habite avec ses filles et sa suite dans une grande demeure située dans le quartier londonien de Grosvenor Square. Très proche de la famille royale d'Angleterre, elle se rend presque chaque soir à Marlborough House pour y dîner et y jouer aux cartes avec la reine-mère Alexandra,. Marie fréquente aussi régulièrement sa cousine, la princesse Victoria du Royaume-Uni, avec laquelle elle entretient une étroite amitié depuis son enfance.
L'éclatement de la révolution russe en 1917 bouleverse le quotidien de Marie et de ses filles, qui cessent de recevoir des revenus de Saint-Pétersbourg. Incapable de subventionner plus longtemps les hôpitaux qu'elle patronnait, la princesse grecque les confie à la protection de la reine Alexandra. À la demande de ses patients, elle en reste toutefois directrice jusqu'à la fin du conflit. Libérée de cette charge financière, Marie n'en est pas moins contrainte à déménager dans une résidence plus petite située à côté de Regent's Park. En dépit de ces mesures, ce n'est que grâce au soutien de sa future belle-sœur, la richissime américaine Nancy Leeds, que Marie ne sombre pas dans la pauvreté.
En 1918, le grand-duc Georges Mikhaïlovitch est arrêté par les Bolcheviks alors qu'il cherchait à émigrer en Grande-Bretagne,. Informée des événements, Marie déploie de nombreux efforts pour le faire libérer, en même temps que d'autres de ses parents. Par l'intermédiaire de l'ambassade du Danemark, elle tente ainsi d'obtenir leur liberté en échange de 50 000 livres sterling, sans succès. Après plusieurs mois d'incertitude, le grand-duc est finalement fusillé à la forteresse Pierre-et-Paul dans la nuit du 16 au 17 janvier 1919 (29 au 30 janvier 1919 du calendrier grégorien), en même temps que son frère Nicolas Mikhaïlovitch, son beau-frère Paul Alexandrovitch et leur cousin Dimitri Constantinovitch,.

### Un mariage grec
|                                                              |  |  |
| Les princesses Nina et Xenia de Russie par Philip de Laszlo. |  |  |

Tandis que le régime tsariste s'effondre en Russie, la Grèce est secouée par une crise politique qui oppose le roi Constantin Ier, frère aîné de Marie, à son Premier ministre, Elefthérios Venizélos. Ayant fait le choix de maintenir son pays dans une neutralité bienveillante envers l'Allemagne, le souverain s'attire les foudres de l'Entente, qui le destitue au profit de son deuxième fils, Alexandre Ier, le 28 mai 1917 (10 juin dans le calendrier grégorien). La majorité des membres de la famille royale est alors conduite en exil en Suisse tandis que la Grèce entre officiellement dans la Première Guerre mondiale. Dans ces conditions, Marie ne peut guère compter sur le soutien de sa parentèle.
La rappel de Constantin Ier sur le trône en novembre 1920 permet finalement à Marie de rentrer en Grèce avec ses filles. Les trois princesses rejoignent alors le souverain et ses proches en Italie, où le petit groupe embarque à bord d'un navire de la marine hellénique qui les emmène jusqu'à Corfou. Puis les membres de la famille royale poursuivent leur chemin à bord du destroyer Ierax, qui les conduit jusqu'à Athènes. Pendant ce voyage, Marie fait la connaissance du capitaine du navire, l'amiral Periklis Ioannidis. Veuve et déterminée à finir ses jours avec un « Grec de sang », la princesse tombe sous le charme de l'homme de mer, qui vient de passer trois ans dans les geôles venizélistes à cause de son soutien à la monarchie.
De retour en Grèce, Marie s'installe dans la capitale. Très appréciée de la famille royale, elle parvient même à se gagner l'affection de l'épouse du diadoque Georges, la princesse Élisabeth de Roumanie, dont les relations avec le reste de sa belle-famille sont pourtant difficiles. Les liens de Marie avec ses filles sont en revanche beaucoup plus tendus. Les princesses accusent en effet leur mère d'avoir une responsabilité dans la disparition du grand-duc Georges Mikhaïlovitch et lui reprochent aussi sa liaison avec Ioannidis. Le mariage de la princesse Xenia avec William B. Leeds Jr, fils de Nancy Leeds, en 1921 s'explique ainsi en partie par la volonté de la jeune fille de 17 ans de prendre ses distances avec sa mère,. En dépit de cette opposition, Marie finit par épouser Periklis Ioannidis en décembre 1922 mais le mariage est célébré à Wiesbaden, en Allemagne, et non en Grèce, où Constantin Ier vient d'abdiquer,,. L'union n'est guère heureuse car l'amiral grec est un coureur de jupons, qui n'hésite pas à offrir à ses maîtresses des bijoux dérobés à sa femme. De son côté, Marie est une joueuse de backgammon invétérée dont l'époux est contraint de surveiller avec soin les dépenses,.

### Une vie d'errance

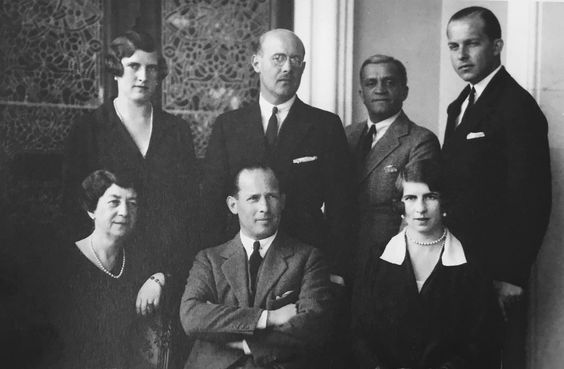
La famille royale grecque en 1923. De gauche à droite apparaissent : Irène, Christophe, Periklis, Paul (debout) puis Marie, Georges II et Hélène (assis).

Installés à Athènes, Marie et Periklis quittent la Grèce au moment de la proclamation de la Deuxième République hellénique, en 1924. Le couple trouve alors refuge au Royaume-Uni, où Marie est bientôt rejointe par sa mère, la reine Olga Constantinovna,. Logée près de Regent's Park, la princesse grecque s'adonne au dessin et réalise une série de petits personnages qu'elle baptise « katoufs ». Émerveillée par ses réalisations, la princesse Troubetzkoï, belle-mère de la princesse Nina de Russie, la convainc alors de publier ses œuvres. Marie désirant ajouter du texte à ses dessins, la princesse Troubetzkoï compose pour elle une série de vers en rimes et les deux femmes publient, en 1925, un livre pour enfants dédicacé à leur petit-fils, le prince David Chavchavadze. 
En Grande-Bretagne, Marie et Periklis peuvent compter sur la protection de la reine-mère Alexandra de Danemark mais les choses se compliquent après la mort de celle-ci, en 1925. Ne pouvant soutenir le train de vie en vigueur en Angleterre, le couple choisit de partir vivre à Rome, en Italie, où il acquiert une résidence, la villa Attica, située rue Antonio-Bertoloni,. Le couple y mène une existence relativement simple, et Marie partage son temps entre le jardinage et l'écriture de ses mémoires, publiés des années plus tard par ses petits-enfants. 
Au cours de l'année 1933, Marie séjourne quelques mois aux États-Unis, où elle rend visite à ses filles et à ses deux petits-enfants, qui résident à Long Island, près de New York.
Proche de la reine d'Italie, née princesse de Monténégro, Marie entretient des relations cordiales avec la maison de Savoie, qu'elle fréquente régulièrement. Il n'en va pas de même avec le dictateur Benito Mussolini, dont la princesse finit par s'attirer les foudres à force de critiques publiques,. Fumeuse invétérée, Marie part, en 1940, effectuer une cure en Allemagne en compagnie de Periklis et de sa nièce, Hélène de Grèce. À leur retour, la princesse et son époux se voient interdire l'entrée en territoire italien et c'est seulement après l'intervention de la reine d'Italie que Marie est finalement autorisée à revenir, seule et pour trois mois, à la villa Attica,,,.

### Dernières années
La restauration du roi Georges II en Grèce en 1935 permet à Marie et Periklis de revenir séjourner dans leur terre natale. Durant leurs voyages, la princesse se consacre à l'aquarelle et aux travaux d'aiguille. Fascinée par la broderie traditionnelle grecque, elle décide de collecter et de reproduire le travail de la paysannerie, dans le but de le préserver. Parcourant le pays, elle copie aussi les ornements des églises orthodoxes,.

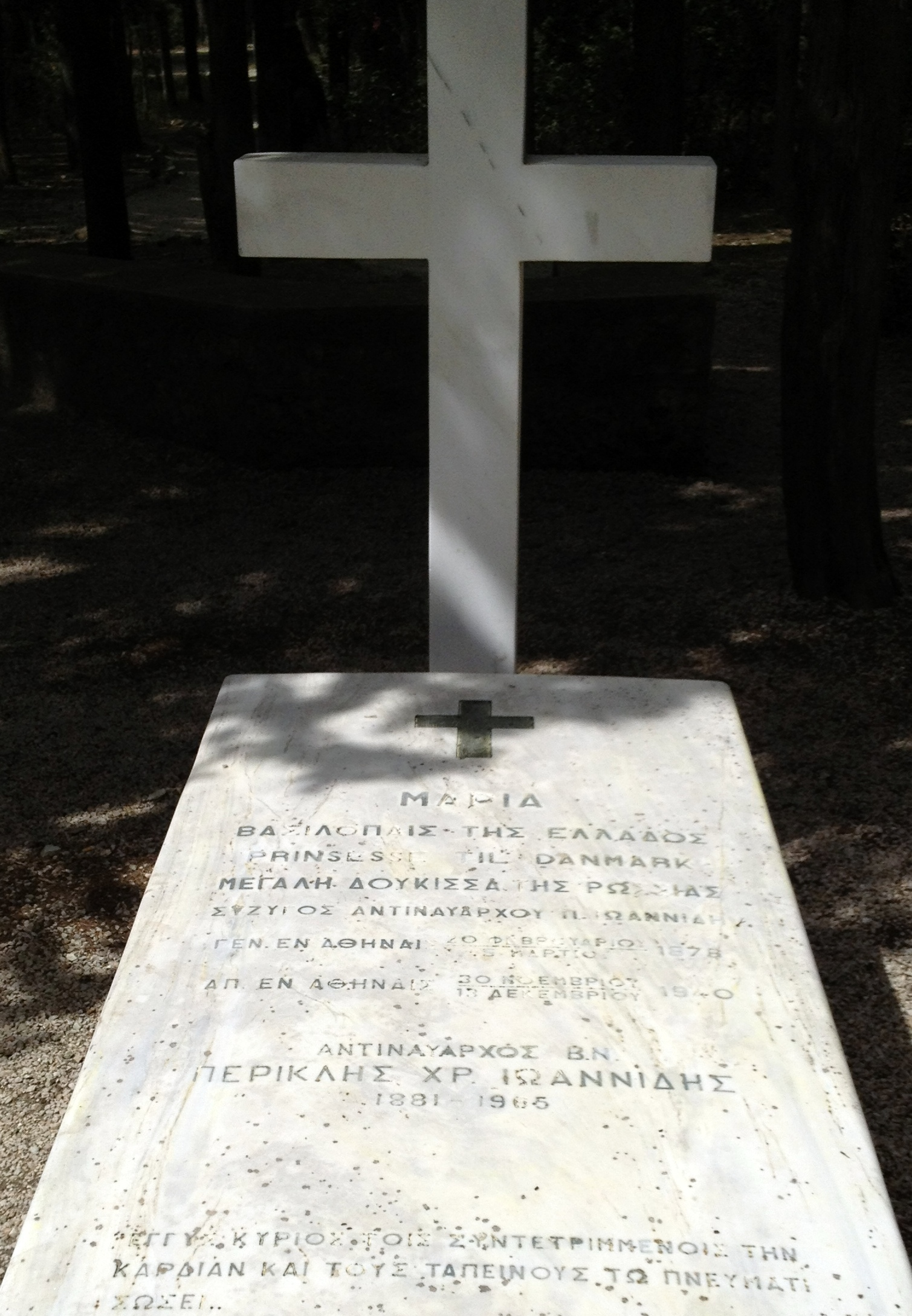
Tombe de Marie et de Periklis Ioannidis à la nécropole de Tatoï.

Au fil des années, la santé de la princesse se dégrade. Finalement chassée d'Italie, avec d'autres membres de la famille royale (Aspasia Manos et sa fille Alexandra), par le déclenchement la guerre italo-grecque en octobre 1940, son état de santé se détériore terriblement durant la traversée des Balkans,. À son arrivée à Athènes, le diadoque Paul et son épouse Frederika l'accueillent dans leur résidence de Psychiko pour la soigner. Elle y meurt d'un crise cardiaque le 14 décembre 1940, à l'âge de 64 ans. Enterrée à Tatoï, ses funérailles se déroulent quelques mois avant l'invasion de la Grèce par les puissances de l'Axe, en avril 1941,.

## Dans la culture

### L'attentat du 14 février 1898
À Néa Smyrni, dans la banlieue d'Athènes, l'église du Saint-Sauveur commémore l'attentat du 14 février 1898 (26 février dans le calendrier grégorien), auxquels ont réchappé le roi Georges Ier et sa fille Marie. Édifiée grâce à une souscription mise en place par la reine Olga, l'église a notamment bénéficié d'un don de 8 000 drachmes offerts par le grand-duc Georges Mikhaïlovitch de Russie,.

### La postérité des «katoufs»
À sa mort, la princesse Marie de Grèce lègue sa collection de 600 « katoufs » à sa deuxième fille, la princesse Xenia Georgievna. Après quelques années, cette dernière s'en défait et les offre à l'une de ses amies new-yorkaises, Carmela Abbondandolo. En 2004, un descendant de celle-ci, Tom Abbondandolo, publie une sélection de dessins sous le titre A Tale of Katoufs, From Royal Times To Nursery Rhymes. 
Parallèlement, entre décembre 2004 et janvier 2005, le musée national hellénique de Chicago présente une exposition consacrée aux dessins de la princesse Marie et intitulée « The Art of Princess Marie of Greece, an art collection »,.

### La princesse et Harrogate
Après la Première Guerre mondiale, un petit monument à la mémoire des 9 soldats morts dans les hôpitaux de Marie est élevé à Harrogate.
En 2014, une pièce, intitulée That Most Gracious and Noble Lady, est jouée à l'occasion du festival international d'Harrogate. Écrite par l'historien local Malcolm Neesam et interprétée par les acteurs Edward Fox et Joanna David, elle raconte la relation qu'entretenait Marie avec les soldats dont elle prenait soin.

## Arbres généalogiques

### Quartiers de la princesse
|  |                                                                     |  |  |  |  |  |  |  |  |  |  |  |  |  |  |  |  |  |  |
|  | 16. Frédéric-Charles-Louis de Schleswig-Holstein-Sonderbourg-Beck   |  |  |  |  |  |  |  |  |  |  |  |  |  |  |  |  |  |  |
|  |                                                                     |  |  |  |  |  |  |  |  |  |  |  |  |  |  |  |  |  |  |
|  |                                                                     |  |  |  |  |  |  |  |  |  |  |  |  |  |  |  |  |  |  |
|  | 8. Frédéric-Guillaume de Schleswig-Holstein-Sonderbourg-Glücksbourg |  |  |  |  |  |  |  |  |  |  |  |  |  |  |  |  |  |  |
|  |                                                                     |  |  |  |  |  |  |  |  |  |  |  |  |  |  |  |  |  |  |
|  |                                                                     |  |  |  |  |  |  |  |  |  |  |  |  |  |  |  |  |  |  |
|  | 17. Frédérique de Schlieben                                         |  |  |  |  |  |  |  |  |  |  |  |  |  |  |  |  |  |  |
|  |                                                                     |  |  |  |  |  |  |  |  |  |  |  |  |  |  |  |  |  |  |
|  |                                                                     |  |  |  |  |  |  |  |  |  |  |  |  |  |  |  |  |  |  |
|  | 4. Christian IX de Danemark                                         |  |  |  |  |  |  |  |  |  |  |  |  |  |  |  |  |  |  |
|  |                                                                     |  |  |  |  |  |  |  |  |  |  |  |  |  |  |  |  |  |  |
|  |                                                                     |  |  |  |  |  |  |  |  |  |  |  |  |  |  |  |  |  |  |
|  | 18. Charles de Hesse-Cassel                                         |  |  |  |  |  |  |  |  |  |  |  |  |  |  |  |  |  |  |
|  |                                                                     |  |  |  |  |  |  |  |  |  |  |  |  |  |  |  |  |  |  |
|  |                                                                     |  |  |  |  |  |  |  |  |  |  |  |  |  |  |  |  |  |  |
|  | 9. Louise-Caroline de Hesse-Cassel                                  |  |  |  |  |  |  |  |  |  |  |  |  |  |  |  |  |  |  |
|  |                                                                     |  |  |  |  |  |  |  |  |  |  |  |  |  |  |  |  |  |  |
|  |                                                                     |  |  |  |  |  |  |  |  |  |  |  |  |  |  |  |  |  |  |
|  | 19. Louise de Danemark                                              |  |  |  |  |  |  |  |  |  |  |  |  |  |  |  |  |  |  |
|  |                                                                     |  |  |  |  |  |  |  |  |  |  |  |  |  |  |  |  |  |  |
|  |                                                                     |  |  |  |  |  |  |  |  |  |  |  |  |  |  |  |  |  |  |
|  | 2. Georges Ier de Grèce                                             |  |  |  |  |  |  |  |  |  |  |  |  |  |  |  |  |  |  |
|  |                                                                     |  |  |  |  |  |  |  |  |  |  |  |  |  |  |  |  |  |  |
|  |                                                                     |  |  |  |  |  |  |  |  |  |  |  |  |  |  |  |  |  |  |
|  | 20. Frédéric de Hesse-Cassel-Rumpenheim                             |  |  |  |  |  |  |  |  |  |  |  |  |  |  |  |  |  |  |
|  |                                                                     |  |  |  |  |  |  |  |  |  |  |  |  |  |  |  |  |  |  |
|  |                                                                     |  |  |  |  |  |  |  |  |  |  |  |  |  |  |  |  |  |  |
|  | 10. Guillaume de Hesse-Cassel-Rumpenheim                            |  |  |  |  |  |  |  |  |  |  |  |  |  |  |  |  |  |  |
|  |                                                                     |  |  |  |  |  |  |  |  |  |  |  |  |  |  |  |  |  |  |
|  |                                                                     |  |  |  |  |  |  |  |  |  |  |  |  |  |  |  |  |  |  |
|  | 21. Caroline de Nassau-Usingen                                      |  |  |  |  |  |  |  |  |  |  |  |  |  |  |  |  |  |  |
|  |                                                                     |  |  |  |  |  |  |  |  |  |  |  |  |  |  |  |  |  |  |
|  |                                                                     |  |  |  |  |  |  |  |  |  |  |  |  |  |  |  |  |  |  |
|  | 5. Louise de Hesse-Cassel                                           |  |  |  |  |  |  |  |  |  |  |  |  |  |  |  |  |  |  |
|  |                                                                     |  |  |  |  |  |  |  |  |  |  |  |  |  |  |  |  |  |  |
|  |                                                                     |  |  |  |  |  |  |  |  |  |  |  |  |  |  |  |  |  |  |
|  | 22. Frédéric de Danemark                                            |  |  |  |  |  |  |  |  |  |  |  |  |  |  |  |  |  |  |
|  |                                                                     |  |  |  |  |  |  |  |  |  |  |  |  |  |  |  |  |  |  |
|  |                                                                     |  |  |  |  |  |  |  |  |  |  |  |  |  |  |  |  |  |  |
|  | 11. Louise-Charlotte de Danemark                                    |  |  |  |  |  |  |  |  |  |  |  |  |  |  |  |  |  |  |
|  |                                                                     |  |  |  |  |  |  |  |  |  |  |  |  |  |  |  |  |  |  |
|  |                                                                     |  |  |  |  |  |  |  |  |  |  |  |  |  |  |  |  |  |  |
|  | 23. Sophie-Frédérique de Mecklembourg-Schwerin                      |  |  |  |  |  |  |  |  |  |  |  |  |  |  |  |  |  |  |
|  |                                                                     |  |  |  |  |  |  |  |  |  |  |  |  |  |  |  |  |  |  |
|  |                                                                     |  |  |  |  |  |  |  |  |  |  |  |  |  |  |  |  |  |  |
|  | 1. Marie de Grèce                                                   |  |  |  |  |  |  |  |  |  |  |  |  |  |  |  |  |  |  |
|  |                                                                     |  |  |  |  |  |  |  |  |  |  |  |  |  |  |  |  |  |  |
|  |                                                                     |  |  |  |  |  |  |  |  |  |  |  |  |  |  |  |  |  |  |
|  | 24. Paul Ier de Russie                                              |  |  |  |  |  |  |  |  |  |  |  |  |  |  |  |  |  |  |
|  |                                                                     |  |  |  |  |  |  |  |  |  |  |  |  |  |  |  |  |  |  |
|  |                                                                     |  |  |  |  |  |  |  |  |  |  |  |  |  |  |  |  |  |  |
|  | 12. Nicolas Ier de Russie                                           |  |  |  |  |  |  |  |  |  |  |  |  |  |  |  |  |  |  |
|  |                                                                     |  |  |  |  |  |  |  |  |  |  |  |  |  |  |  |  |  |  |
|  |                                                                     |  |  |  |  |  |  |  |  |  |  |  |  |  |  |  |  |  |  |
|  | 25. Sophie-Dorothée de Wurtemberg                                   |  |  |  |  |  |  |  |  |  |  |  |  |  |  |  |  |  |  |
|  |                                                                     |  |  |  |  |  |  |  |  |  |  |  |  |  |  |  |  |  |  |
|  |                                                                     |  |  |  |  |  |  |  |  |  |  |  |  |  |  |  |  |  |  |
|  | 6. Constantin Nikolaïevitch de Russie                               |  |  |  |  |  |  |  |  |  |  |  |  |  |  |  |  |  |  |
|  |                                                                     |  |  |  |  |  |  |  |  |  |  |  |  |  |  |  |  |  |  |
|  |                                                                     |  |  |  |  |  |  |  |  |  |  |  |  |  |  |  |  |  |  |
|  | 26. Frédéric-Guillaume III de Prusse                                |  |  |  |  |  |  |  |  |  |  |  |  |  |  |  |  |  |  |
|  |                                                                     |  |  |  |  |  |  |  |  |  |  |  |  |  |  |  |  |  |  |
|  |                                                                     |  |  |  |  |  |  |  |  |  |  |  |  |  |  |  |  |  |  |
|  | 13. Charlotte de Prusse                                             |  |  |  |  |  |  |  |  |  |  |  |  |  |  |  |  |  |  |
|  |                                                                     |  |  |  |  |  |  |  |  |  |  |  |  |  |  |  |  |  |  |
|  |                                                                     |  |  |  |  |  |  |  |  |  |  |  |  |  |  |  |  |  |  |
|  | 27. Louise de Mecklembourg-Strelitz                                 |  |  |  |  |  |  |  |  |  |  |  |  |  |  |  |  |  |  |
|  |                                                                     |  |  |  |  |  |  |  |  |  |  |  |  |  |  |  |  |  |  |
|  |                                                                     |  |  |  |  |  |  |  |  |  |  |  |  |  |  |  |  |  |  |
|  | 3. Olga Constantinovna de Russie                                    |  |  |  |  |  |  |  |  |  |  |  |  |  |  |  |  |  |  |
|  |                                                                     |  |  |  |  |  |  |  |  |  |  |  |  |  |  |  |  |  |  |
|  |                                                                     |  |  |  |  |  |  |  |  |  |  |  |  |  |  |  |  |  |  |
|  | 28. Frédéric Ier de Saxe-Hildburghausen                             |  |  |  |  |  |  |  |  |  |  |  |  |  |  |  |  |  |  |
|  |                                                                     |  |  |  |  |  |  |  |  |  |  |  |  |  |  |  |  |  |  |
|  |                                                                     |  |  |  |  |  |  |  |  |  |  |  |  |  |  |  |  |  |  |
|  | 14. Joseph de Saxe-Altenbourg                                       |  |  |  |  |  |  |  |  |  |  |  |  |  |  |  |  |  |  |
|  |                                                                     |  |  |  |  |  |  |  |  |  |  |  |  |  |  |  |  |  |  |
|  |                                                                     |  |  |  |  |  |  |  |  |  |  |  |  |  |  |  |  |  |  |
|  | 29. Charlotte de Mecklembourg-Strelitz                              |  |  |  |  |  |  |  |  |  |  |  |  |  |  |  |  |  |  |
|  |                                                                     |  |  |  |  |  |  |  |  |  |  |  |  |  |  |  |  |  |  |
|  |                                                                     |  |  |  |  |  |  |  |  |  |  |  |  |  |  |  |  |  |  |
|  | 7. Alexandra de Saxe-Altenbourg                                     |  |  |  |  |  |  |  |  |  |  |  |  |  |  |  |  |  |  |
|  |                                                                     |  |  |  |  |  |  |  |  |  |  |  |  |  |  |  |  |  |  |
|  |                                                                     |  |  |  |  |  |  |  |  |  |  |  |  |  |  |  |  |  |  |
|  | 30. Louis-Frédéric de Wurtemberg                                    |  |  |  |  |  |  |  |  |  |  |  |  |  |  |  |  |  |  |
|  |                                                                     |  |  |  |  |  |  |  |  |  |  |  |  |  |  |  |  |  |  |
|  |                                                                     |  |  |  |  |  |  |  |  |  |  |  |  |  |  |  |  |  |  |
|  | 15. Amélie de Wurtemberg                                            |  |  |  |  |  |  |  |  |  |  |  |  |  |  |  |  |  |  |
|  |                                                                     |  |  |  |  |  |  |  |  |  |  |  |  |  |  |  |  |  |  |
|  |                                                                     |  |  |  |  |  |  |  |  |  |  |  |  |  |  |  |  |  |  |
|  | 31. Henriette de Nassau-Weilbourg                                   |  |  |  |  |  |  |  |  |  |  |  |  |  |  |  |  |  |  |
|  |                                                                     |  |  |  |  |  |  |  |  |  |  |  |  |  |  |  |  |  |  |
|  |                                                                     |  |  |  |  |  |  |  |  |  |  |  |  |  |  |  |  |  |  |

### La famille de Marie (arbre simplifié)
|  |  |  |  |  |  |                                             |                                             |                                             |                                             |                                                                |                                                                |                                                                |                                                                | Michel, Gd-duc de Russie Cécile, Pcesse de Bade                | Michel, Gd-duc de Russie Cécile, Pcesse de Bade                | Michel, Gd-duc de Russie Cécile, Pcesse de Bade | Michel, Gd-duc de Russie Cécile, Pcesse de Bade | Michel, Gd-duc de Russie Cécile, Pcesse de Bade | Michel, Gd-duc de Russie Cécile, Pcesse de Bade |  |  |                        |                        |                        |                        |                        |                        |  |  |                                              |                                              |                                              |                                              |                                              |                                              |                                   |                                   |                                             |                                             | Georges Ier, Roi des Hellènes Olga, Gde-Dsse de Russie | Georges Ier, Roi des Hellènes Olga, Gde-Dsse de Russie | Georges Ier, Roi des Hellènes Olga, Gde-Dsse de Russie | Georges Ier, Roi des Hellènes Olga, Gde-Dsse de Russie | Georges Ier, Roi des Hellènes Olga, Gde-Dsse de Russie | Georges Ier, Roi des Hellènes Olga, Gde-Dsse de Russie |               |               |               |               |               |               |  |  |                          |                          |                          |                          |                          |                          |  |  |  |  |  |  |  |  |
|  |  |  |  |  |  |                                             |                                             |                                             |                                             |                                                                |                                                                |                                                                |                                                                | Michel, Gd-duc de Russie Cécile, Pcesse de Bade                | Michel, Gd-duc de Russie Cécile, Pcesse de Bade                | Michel, Gd-duc de Russie Cécile, Pcesse de Bade | Michel, Gd-duc de Russie Cécile, Pcesse de Bade | Michel, Gd-duc de Russie Cécile, Pcesse de Bade | Michel, Gd-duc de Russie Cécile, Pcesse de Bade |  |  |                        |                        |                        |                        |                        |                        |  |  |                                              |                                              |                                              |                                              |                                              |                                              |                                   |                                   |                                             |                                             | Georges Ier, Roi des Hellènes Olga, Gde-Dsse de Russie | Georges Ier, Roi des Hellènes Olga, Gde-Dsse de Russie | Georges Ier, Roi des Hellènes Olga, Gde-Dsse de Russie | Georges Ier, Roi des Hellènes Olga, Gde-Dsse de Russie | Georges Ier, Roi des Hellènes Olga, Gde-Dsse de Russie | Georges Ier, Roi des Hellènes Olga, Gde-Dsse de Russie |               |               |               |               |               |               |  |  |                          |                          |                          |                          |                          |                          |  |  |  |  |  |  |  |  |
|  |  |  |  |  |  |                                             |                                             |                                             |                                             |                                                                |                                                                |                                                                |                                                                |                                                                |                                                                |                                                 |                                                 |                                                 |                                                 |  |  |                        |                        |                        |                        |                        |                        |  |  |                                              |                                              |                                              |                                              |                                              |                                              |                                   |                                   |                                             |                                             |                                                        |                                                        |                                                        |                                                        |                                                        |                                                        |               |               |               |               |               |               |  |  |                          |                          |                          |                          |                          |                          |  |  |  |  |  |  |  |  |
|  |  |  |  |  |  | Alexandre, Pce Chavchavadze Marie Rodzianko | Alexandre, Pce Chavchavadze Marie Rodzianko | Alexandre, Pce Chavchavadze Marie Rodzianko | Alexandre, Pce Chavchavadze Marie Rodzianko | Alexandre, Pce Chavchavadze Marie Rodzianko                    | Alexandre, Pce Chavchavadze Marie Rodzianko                    |                                                                |                                                                | Georges, Gd-duc de Russie                                      | Georges, Gd-duc de Russie                                      | Georges, Gd-duc de Russie                       | Georges, Gd-duc de Russie                       | Georges, Gd-duc de Russie                       | Georges, Gd-duc de Russie                       |  |  | Marie, Pcesse de Grèce | Marie, Pcesse de Grèce | Marie, Pcesse de Grèce | Marie, Pcesse de Grèce | Marie, Pcesse de Grèce | Marie, Pcesse de Grèce |  |  | Periklís Ioannídis, Gouverneur du Dodécanèse | Periklís Ioannídis, Gouverneur du Dodécanèse | Periklís Ioannídis, Gouverneur du Dodécanèse | Periklís Ioannídis, Gouverneur du Dodécanèse | Periklís Ioannídis, Gouverneur du Dodécanèse | Periklís Ioannídis, Gouverneur du Dodécanèse |                                   |                                   | William B. Leeds Sr., « Le roi de l'étain » | William B. Leeds Sr., « Le roi de l'étain » | William B. Leeds Sr., « Le roi de l'étain »            | William B. Leeds Sr., « Le roi de l'étain »            | William B. Leeds Sr., « Le roi de l'étain »            | William B. Leeds Sr., « Le roi de l'étain »            |                                                        |                                                        | Nancy Stewart | Nancy Stewart | Nancy Stewart | Nancy Stewart | Nancy Stewart | Nancy Stewart |  |  | Christophe, Pce de Grèce | Christophe, Pce de Grèce | Christophe, Pce de Grèce | Christophe, Pce de Grèce | Christophe, Pce de Grèce | Christophe, Pce de Grèce |  |  |  |  |  |  |  |  |
|  |  |  |  |  |  | Alexandre, Pce Chavchavadze Marie Rodzianko | Alexandre, Pce Chavchavadze Marie Rodzianko | Alexandre, Pce Chavchavadze Marie Rodzianko | Alexandre, Pce Chavchavadze Marie Rodzianko | Alexandre, Pce Chavchavadze Marie Rodzianko                    | Alexandre, Pce Chavchavadze Marie Rodzianko                    |                                                                |                                                                | Georges, Gd-duc de Russie                                      | Georges, Gd-duc de Russie                                      | Georges, Gd-duc de Russie                       | Georges, Gd-duc de Russie                       | Georges, Gd-duc de Russie                       | Georges, Gd-duc de Russie                       |  |  | Marie, Pcesse de Grèce | Marie, Pcesse de Grèce | Marie, Pcesse de Grèce | Marie, Pcesse de Grèce | Marie, Pcesse de Grèce | Marie, Pcesse de Grèce |  |  | Periklís Ioannídis, Gouverneur du Dodécanèse | Periklís Ioannídis, Gouverneur du Dodécanèse | Periklís Ioannídis, Gouverneur du Dodécanèse | Periklís Ioannídis, Gouverneur du Dodécanèse | Periklís Ioannídis, Gouverneur du Dodécanèse | Periklís Ioannídis, Gouverneur du Dodécanèse |                                   |                                   | William B. Leeds Sr., « Le roi de l'étain » | William B. Leeds Sr., « Le roi de l'étain » | William B. Leeds Sr., « Le roi de l'étain »            | William B. Leeds Sr., « Le roi de l'étain »            | William B. Leeds Sr., « Le roi de l'étain »            | William B. Leeds Sr., « Le roi de l'étain »            |                                                        |                                                        | Nancy Stewart | Nancy Stewart | Nancy Stewart | Nancy Stewart | Nancy Stewart | Nancy Stewart |  |  | Christophe, Pce de Grèce | Christophe, Pce de Grèce | Christophe, Pce de Grèce | Christophe, Pce de Grèce | Christophe, Pce de Grèce | Christophe, Pce de Grèce |  |  |  |  |  |  |  |  |
|  |  |  |  |  |  |                                             |                                             |                                             |                                             |                                                                |                                                                |                                                                |                                                                |                                                                |                                                                |                                                 |                                                 |                                                 |                                                 |  |  |                        |                        |                        |                        |                        |                        |  |  |                                              |                                              |                                              |                                              |                                              |                                              |                                   |                                   |                                             |                                             |                                                        |                                                        |                                                        |                                                        |                                                        |                                                        |               |               |               |               |               |               |  |  |                          |                          |                          |                          |                          |                          |  |  |  |  |  |  |  |  |
|  |  |  |  |  |  |                                             |                                             |                                             |                                             |                                                                |                                                                |                                                                |                                                                |                                                                |                                                                |                                                 |                                                 |                                                 |                                                 |  |  |                        |                        |                        |                        |                        |                        |  |  |                                              |                                              |                                              |                                              |                                              |                                              |                                   |                                   |                                             |                                             |                                                        |                                                        |                                                        |                                                        |                                                        |                                                        |               |               |               |               |               |               |  |  |                          |                          |                          |                          |                          |                          |  |  |  |  |  |  |  |  |
|  |  |  |  |  |  | Paul, Pce Chavchavadze                      | Paul, Pce Chavchavadze                      | Paul, Pce Chavchavadze                      | Paul, Pce Chavchavadze                      | Paul, Pce Chavchavadze                                         | Paul, Pce Chavchavadze                                         |                                                                |                                                                | Nina, Pcesse de Russie                                         | Nina, Pcesse de Russie                                         | Nina, Pcesse de Russie                          | Nina, Pcesse de Russie                          | Nina, Pcesse de Russie                          | Nina, Pcesse de Russie                          |  |  |                        |                        |                        |                        |                        |                        |  |  |                                              |                                              | Xenia, Pcesse de Russie                      | Xenia, Pcesse de Russie                      | Xenia, Pcesse de Russie                      | Xenia, Pcesse de Russie                      | Xenia, Pcesse de Russie           | Xenia, Pcesse de Russie           |                                             |                                             | William B. Leeds Jr., « Poor Little Rich Boy »         | William B. Leeds Jr., « Poor Little Rich Boy »         | William B. Leeds Jr., « Poor Little Rich Boy »         | William B. Leeds Jr., « Poor Little Rich Boy »         | William B. Leeds Jr., « Poor Little Rich Boy »         | William B. Leeds Jr., « Poor Little Rich Boy »         |               |               |               |               |               |               |  |  |                          |                          |                          |                          |                          |                          |  |  |  |  |  |  |  |  |
|  |  |  |  |  |  | Paul, Pce Chavchavadze                      | Paul, Pce Chavchavadze                      | Paul, Pce Chavchavadze                      | Paul, Pce Chavchavadze                      | Paul, Pce Chavchavadze                                         | Paul, Pce Chavchavadze                                         |                                                                |                                                                | Nina, Pcesse de Russie                                         | Nina, Pcesse de Russie                                         | Nina, Pcesse de Russie                          | Nina, Pcesse de Russie                          | Nina, Pcesse de Russie                          | Nina, Pcesse de Russie                          |  |  |                        |                        |                        |                        |                        |                        |  |  |                                              |                                              | Xenia, Pcesse de Russie                      | Xenia, Pcesse de Russie                      | Xenia, Pcesse de Russie                      | Xenia, Pcesse de Russie                      | Xenia, Pcesse de Russie           | Xenia, Pcesse de Russie           |                                             |                                             | William B. Leeds Jr., « Poor Little Rich Boy »         | William B. Leeds Jr., « Poor Little Rich Boy »         | William B. Leeds Jr., « Poor Little Rich Boy »         | William B. Leeds Jr., « Poor Little Rich Boy »         | William B. Leeds Jr., « Poor Little Rich Boy »         | William B. Leeds Jr., « Poor Little Rich Boy »         |               |               |               |               |               |               |  |  |                          |                          |                          |                          |                          |                          |  |  |  |  |  |  |  |  |
|  |  |  |  |  |  |                                             |                                             |                                             |                                             |                                                                |                                                                |                                                                |                                                                |                                                                |                                                                |                                                 |                                                 |                                                 |                                                 |  |  |                        |                        |                        |                        |                        |                        |  |  |                                              |                                              |                                              |                                              |                                              |                                              |                                   |                                   |                                             |                                             |                                                        |                                                        |                                                        |                                                        |                                                        |                                                        |               |               |               |               |               |               |  |  |                          |                          |                          |                          |                          |                          |  |  |  |  |  |  |  |  |
|  |  |  |  |  |  |                                             |                                             |                                             |                                             | David, Pce Chavchavadze 1°- Helen Husted 2°- Judith Clippinger | David, Pce Chavchavadze 1°- Helen Husted 2°- Judith Clippinger | David, Pce Chavchavadze 1°- Helen Husted 2°- Judith Clippinger | David, Pce Chavchavadze 1°- Helen Husted 2°- Judith Clippinger | David, Pce Chavchavadze 1°- Helen Husted 2°- Judith Clippinger | David, Pce Chavchavadze 1°- Helen Husted 2°- Judith Clippinger |                                                 |                                                 |                                                 |                                                 |  |  |                        |                        |                        |                        |                        |                        |  |  |                                              |                                              |                                              |                                              |                                              |                                              | Nancy Leeds Edward J. Wynkoop Jr. | Nancy Leeds Edward J. Wynkoop Jr. | Nancy Leeds Edward J. Wynkoop Jr.           | Nancy Leeds Edward J. Wynkoop Jr.           | Nancy Leeds Edward J. Wynkoop Jr.                      | Nancy Leeds Edward J. Wynkoop Jr.                      |                                                        |                                                        |                                                        |                                                        |               |               |               |               |               |               |  |  |                          |                          |                          |                          |                          |                          |  |  |  |  |  |  |  |  |

### Œuvres de Marie

#### Illustrations
- (en) Princess Marie Troubetzkoy et HIH The Grand Duchess Marie Gueorguievna, Katoufs, Londres, William and Norgate Ltd, 1925 (OCLC 41252033).
- (en) Princess Marie of Greece, A Tale Of Katoufs : From Royal Times To Nursery Rhymes, Londres, Trafford Publishing, 2004 (ISBN 1-4120-2762-4).

#### Journal intime
- (en) Grand Duchess George of Russia, A Romanov Diary, Atlantic International Publications, 1988 (ISBN 0-938311-09-3).

### Sur Marie et ses dessins
- (en) Arturo E. Beéche, « Katoufs - The Art of Princess Marie of Greece », European Royal History Journal, no 45,‎ juin 2005.
- (en) David Chavchavadze, « The artistic legacy of two grandmothers », Royalty Magazine,‎ 2005, p. 54-61 (lire en ligne).
- (en) Charlotte Zeepvat, « A True Daughter of Greece - A Marriage of Inconvenience (part 1) », Royalty Digest Quarterly, vol. 2,‎ 2014, p. 48-55 (ISSN 1653-5219).
- (en) Charlotte Zeepvat, « A True Daughter of Greece - From Harax to Harrogate, and beyond (part 2) », Royalty Digest Quarterly, vol. 3,‎ 2014, p. 38-49 (ISSN 1653-5219).

### Sur la famille royale de Grèce
- (en) Arturo E. Beéche, Michael of Greece et Helen Hemis-Markesinis, The Royal Hellenic dynasty, Eurohistory, 2007, 182 p. (ISBN 978-0-9771961-5-9 et 0-9771961-5-1).
- (es) Ricardo Mateos Sainz de Medrano, La Familia de la Reina Sofía : La Dinastía griega, la Casa de Hannover y los reales primos de Europa, Madrid, La Esfera de los Libros, 2004, 573 p. (ISBN 84-9734-195-3).
- (en) Alan Palmer et Michael of Greece, The Royal House of Greece, Weidenfeld Nicolson Illustrated, 1990 (ISBN 0-297-83060-0).
- (en) John Van der Kiste, Kings of the Hellenes : The Greek Kings, 1863-1974, Sutton Publishing, 1994, 200 p. (ISBN 0-7509-2147-1).
- (en) Hugo Vickers, Alice : Princess Andrew of Greece, Londres, Hamish Hamilton, 2000, 477 p. (ISBN 0-241-13686-5)

### Sur la famille impériale de Russie
- (en) David Chavchavadze, The Grand Dukes, Atlantic, 1989, 283 p. (ISBN 0-938311-11-5).
- (en) Jamie H. Cockfield, White Crow : The Life and Times of the Grand Duke Nicholas Mikhailovich Romanov, 1859-1919, Westport (Conn.)/London, Praeger, 2002, 309 p. (ISBN 0-275-97778-1, lire en ligne).
- (en) Julia Gelardi, From Splendor to Revolution : The Romanov Women, 1847-1928, Saint Martin's Griffin, 2012 (ISBN 978-1-250-00161-0 et 1-250-00161-7).
- (en) John Perry et Constantine Pleshakov, The Flight of the Romanovs : A Family Saga, Basic Books, 1999 (ISBN 0-465-02462-9).
- (en) John Van der Kiste, The Romanov : 1818-1959, Sutton Publishing, 2005 (ISBN 0-7509-3459-X).

### Presse en ligne
- (en) « Photographs that record hospital work of Duchess on way to town », Yorkshire Post,‎ 15 avril 2002 (lire en ligne).
- (en) Ruth Campbell, « A grand aristocrat, by George! », The Northern Echo,‎ 14 juillet 2014 (lire en ligne).
- (en) Malcolm Neesam, « Bygone Harrogate », Ripon Gazette,‎ 6 novembre 2006 (lire en ligne).
- (en) Tom Rowley, « The Grand Duchess and her Tommies », The Telegraph,‎ 15 juin 2014 (lire en ligne).

### Bases de données et dictionnaires
- Ressource relative aux beaux-arts :   - National Portrait Gallery
- Ressource relative à la musique :   - Carnegie Hall
- Notices d'autorité :   - VIAF
  - ISNI
  - LCCN
  - GND

### Autres liens externes
- (en) Stephen O'Donnell, « Two sisters, two portraits by de László - their mother - the war », sur Gods and Foolish Grandeur, 14 août 2016 (consulté le 7 mars 2018).
- (el) « Τα απομνημονεύματα της πριγκίπισσας Μαρίας », sur Royal Chronicle,‎ 30 mars 2016 (consulté le 17 mars 2018).